# Cỏ dại

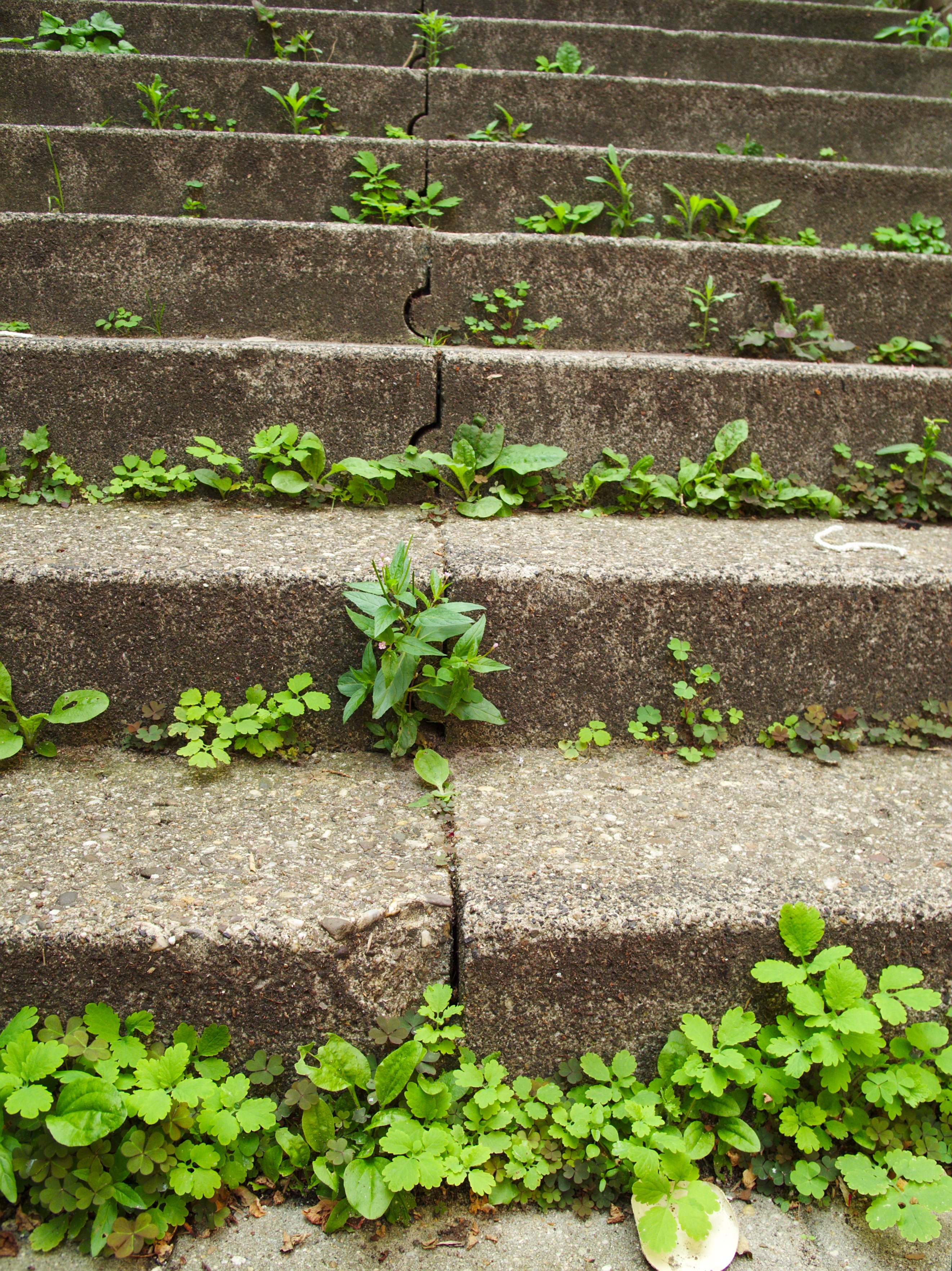
Những cây cỏ dại mọc trên những khe nứt của cầu thang đá

Cỏ dại là một loại cây được coi là không mong muốn trong một tình huống cụ thể, "một loài thực vật ở sai vị trí". Các ví dụ phổ biến là thực vật không mong muốn trong các địa điểm của con người kiểm soát, chẳng hạn như các lĩnh vực nông nghiệp, vườn hoa, thảm cỏ, công viên. Nói theo phân loại sinh học, thuật ngữ "cỏ dại" không có ý nghĩa thực vật, bởi vì một loài thực vật là một loại cỏ dại trong một bối cảnh nào đó, lại không phải là một loại cỏ dại khi phát triển trong một tình huống mà nó được cần đến trong thực tế. Hoặc có loài thực vật là một cây trồng có giá trị ở chỗ này, trong khi một loài khác trong cùng chi thực vật có thể là một loài cỏ dại nguy hiểm, chẳng hạn như một cây mâm xôi hoang dã sinh trưởng giữa các cây dâu tây được canh tác. Nhiều loài thực vật con người coi là cỏ dại cũng đang được trồng trong vườn và các địa điểm khác một cách có chủ ý. Thuật ngữ này cũng được áp dụng cho bất kỳ thực vật nào mọc hoặc sinh sản rất tích cực, hoặc là liên tục lấn sân ra ngoài môi trường tự nhiên của nó.. Nói rộng hơn "cỏ dại" thỉnh thoảng được dùng với nghĩa xấu đối với các loài bên ngoài thế giới thực vật, các loài có thể tồn tại trong môi trường đa dạng và sinh sản một cách nhanh chóng; Theo nghĩa này, nó thậm chí còn được áp dụng cho con người.